# Spätlese
Spätlese is een classificatienorm voor wijnen in Duitstalige wijnbouwgebieden. Wijnen die met deze norm worden aangeduid hebben minimum voorgeschreven kwaliteitseisen waaronder het Oechsle-gewicht. In de classificatiereeks staat de Spätlese boven de Kabinett en onder de Auslese.
Een classificatienorm of kwaliteitsnorm is niet synoniem aan een kwaliteitswijn in de zin van “waarderingsniveau”. Die wordt onder meer bepaald door het vakmanschap van de betreffende wijnmaker.
Letterlijk betekent Spätlese “laat geplukt”. De druiven hebben de gelegenheid gekregen langer aan de druivenstok te kunnen blijven rijpen. Hoe “laat” de druif geplukt wordt, verschilt per streek en druivensoort.
In Frankrijk wordt voor soortgelijke oogsttermijnen de term Vendange tardive gebruikt.

## Geschiedenis

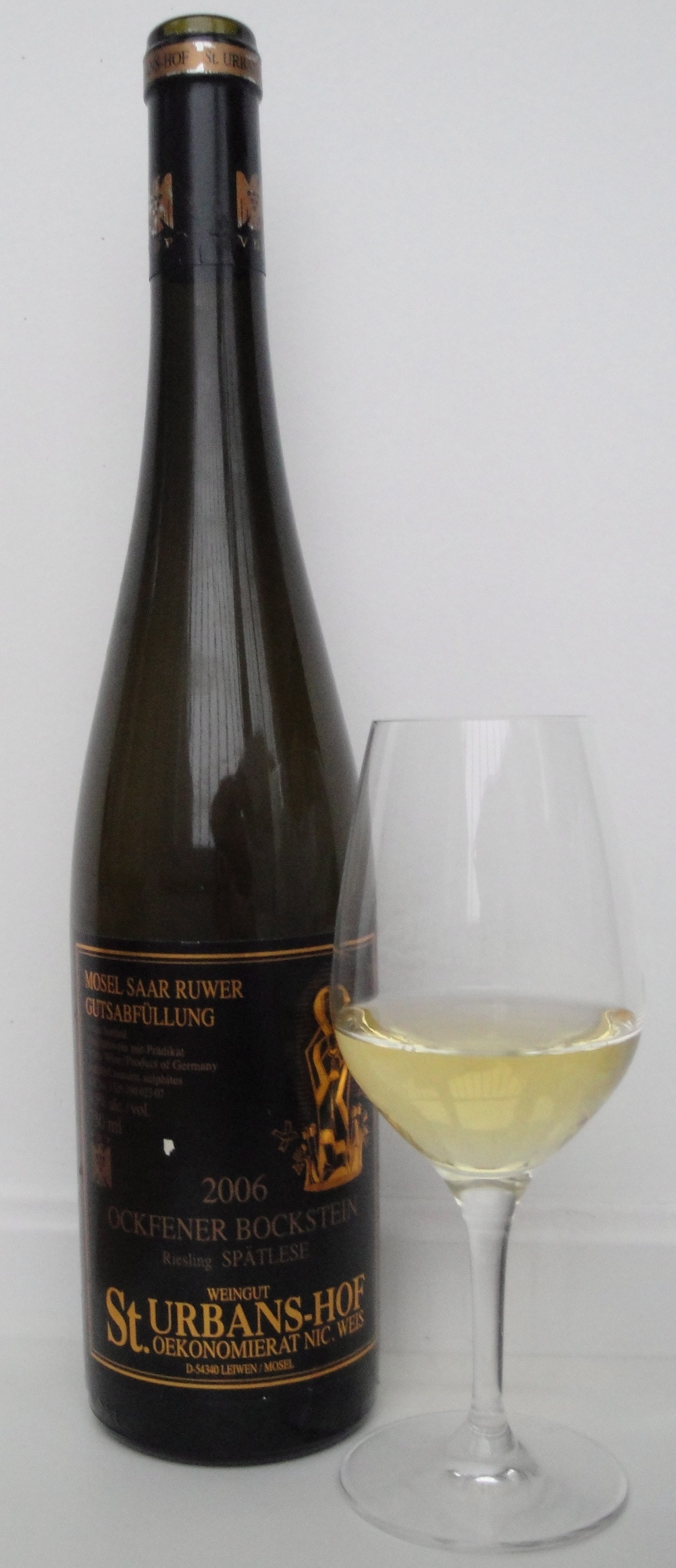
Van het etiket kan opgemaakt worden dat het hier om een zoete wijn gaat

De term Spätlese komt uit het Duitse Rheingau en stamt uit 1775. In vroeger jaren werd de oogstdatum door het plaatselijk gezag voorgeschreven, behalve in de wijngaarden van Schloss Johannisberg; die waren in bezit van het bisdom Fulda. De kloosterlingen aldaar moesten aan hun bisschop toestemming voor de oogst vragen. Hiervoor werd een bode voor toestemming gezonden. Om onbekende redenen kwam die dat jaar erg laat van zijn missie terug. De druiven waren overrijp en vertoonden zelfs al enige schimmel. Hoewel het erop leek dat de oogst als verloren beschouwd kon worden, werd die oogst toch binnengehaald en gevinificeerd tot wijn. De verrassing was dan ook zeer groot dat die oogst een bijzondere en kwalitatief hoogstaande wijn had voortgebracht. Overigens zijn die verschimmelde druiven pas later herkend als de zogenaamde edele rotting.

## Vinificatie en classificatie-eisen
De vinificatie en overige normen worden nauwgezet vastgelegd. Dit zijn onder meer:
- De aanvang van de oogst moet aangemeld zijn.
- Er mag pas geoogst worden nadat de algemene oogst (de oogst voor de lager geclassificeerde wijnen) heeft plaatsgevonden. Deze regel is nodig om eventuele menging met deze mindere druiven te voorkomen (men doelt hier op fraude met betrekking tot kwantiteit).
- “Anreicherung” van de wijn is niet toegestaan.
- Meestal wordt het minimum Oechsle-gewicht bepaald op 85°. In sommige gebieden kan dit wel 95° zijn.
- De wijn moet een organoleptische (=smaak) proef doorstaan.
- Een chemische analyse van de wijn.

Omdat de gisting van de most traditioneel in een koel klimaat plaatsvindt, zal deze voortijdig stoppen waardoor het zo bekende restzoet in de wijn achterblijft. Hierdoor komt het dat vele tientallen jaren “de Spätlese” bekendstond als een zoete wijn. Middels moderne vinificatie-technieken is men in staat alle druivensuiker in de most te laten vergisten waardoor een droge wijn ontstaat. Dit verklaart dat deze droge wijnen op het etiket aangeduid worden met “trocken” of “halbtrocken”. Indien dit er niet op staat, is de wijn zoet van smaak.